# Love in Vain
Love in Vain (in origine Love in Vain Blues) è una canzone blues del 1937 composta da Robert Johnson.

## Il brano
Il brano è stato ripreso in seguito da parecchi musicisti, tra i quali i Rolling Stones nell'album Let It Bleed del 1969, anche se sull'etichetta del vinile il pezzo viene accreditato a un non meglio identificato Woody Payne invece che a Robert Johnson.
I Rolling Stones eseguirono inoltre il brano in concerto nei loro tour del 1969 e del 1972 e lo ripubblicarono anche negli album dal vivo Get Yer Ya-Ya's Out! e Stripped nonché nel film del concerto Ladies and Gentlemen: The Rolling Stones (1974).
In tempi più recenti, il brano è stato eseguito anche da Eric Clapton e inserito nel suo album Me and Mr. Johnson (2004) insieme ad altri pezzi dello stesso autore. Clapton ha reso un ulteriore omaggio a questo brano inserendone una citazione nella canzone Layla scritta per Derek and the Dominos (...please don't say we'll never find a way, and tell me all my love's in vain).
La canzone si distingue per la melodia e i testi malinconici, caratteristiche che risaltano in modo particolare nella versione originale eseguita da Robert Johnson. Johnson era un ammiratore del pianista e cantante blues Leroy Carr e in effetti Love in Vain riprende la struttura del brano di Carr In the Evenin' When the Sun Goes Down, anch'esso di carattere malinconico e che tratta la perdita di un amore.
Nel film del 1992 The Search For Robert Johnson, l'attore John P. Hammond fa suonare il disco nella sua versione originale per un'anziana Willie Mae Powell, la donna per cui si suppone Johnson abbia composto il brano.

## Discografia
- 1937, Love in Vain (78 giri), ed. Vocalion (04630)
- Incluso nella raccolta King of the Delta Blues Singers, Vol.2